# بني جابر (بن الطيب)
بني جابر هي إحدى مشيخات المملكة المغربية، تتبع جغرافيا لإقليم الدريوش وإداريًا لبن الطيب. يقدر عدد سكانها بـ 3576 نسمة حسب الإحصاء الرسمي للسكان والسكنى لسنة 2004.